# Линија 28 (Београд)
Линија 28 (Студентски трг — Звездара) је једна од тролејбуских линија у Београду.

## Историјат
Линија је уведена око 1940. као аутобуска линија на траси Трг Републике - Градска болница. Са изузетком одређеног периода након Другог светског рата, ова линија је све време постојала, док су се њени тачни терминуси незнатно мењали. 1983. постаје тролејбуска линија на траси Калемегдан (од 90их Студентски трг) - Звездара.
1. новембра 2019. линија је заједно са линијом 19 укинута, под образложењем да се њена траса преклапа са трасама постојећих линија. Становници Звездаре нису били задовољни овим потезом, јер сматрају да им је укидање линије одузело везу са центром. Петиција за повратак линије за само неколико недеља сакупила је преко 8000 потписа. Град је одбио да размотри захтеве, након чега је уследило неколико месеци протеста грађана.
Линија је враћена 6. јула 2020.

## Превозници
Линију, као и све остале тролејбуске линије у Београду, одржава погон "Дорћол".